# Полюстровский парк
Полю́стровский парк (до 2007 года — Парк имени 50-летия Октября) — парк, расположенный в муниципальном округе Полюстрово Красногвардейского района города Санкт-Петербурга. Ограничен шоссе Революции, проспектом Металлистов, Львовской улицей и улицей Маршала Тухачевского, пересечён Апрельской улицей. Площадь — 44,87 га.

## История
Полюстровом издавна называли обширный заболоченный участок на правом берегу Невы. Слово «полюстрово» — изменённое латинское «paluster» («болотный», «болотистый»). Целебные свойства железистых минеральных источников, находящихся в этом районе, были известны ещё в начале XVIII века. Сохранилось свидетельство, что Пётр I по совету своего лейб-медика Л. Л. Блюментроста, впоследствии первого президента Петербургской Академии наук, пользовался водой полюстровских железных ключей, называя их «стальными водами».
В начале XIX века в Полюстрово провели осушительные работы и построили водолечебницу, ставшую центром небольшого курорта. В 1868 году большой пожар уничтожил значительную часть существовавшего здесь парка, а также курорт, который уже не восстанавливался. Его территория, как и соседние усадьбы, была распродана по участкам, и здесь развернулось новое строительство, в том числе промышленных предприятий.
Современный парк был разбит в 1967 году в честь 50-летия Октябрьской революции на месте старой жилой застройки. Перепроектирован в 1973 и 1986 годах (архитекторы О. Н. Башинский, Т. И. Шолохова).
Изначально и до 2007 года парк носил название Парк имени 50-летия Октября. 7 декабря 2006 года постановлением городского правительства был переименован в Полюстровский.

## Описание
Планировка парка — в регулярном стиле, в отдельных местах — пейзажная. Среди высаженных деревьев преобладают липа, ясень, берёза, ива, лиственница, среди кустарников — сирень, шиповник, форзиция. На территории парка есть три пруда, обрамленные деревьями и благоустроенными дорожками.
Парк является водоохранной зоной месторождения минеральных вод. На его земле стоит завод по выпуску минеральной воды «Полюстровская» и напитков на её основе.

## Транспорт
До парка можно добраться на троллейбусах:
- № 1 (Ординарная улица — улица Маршала Тухачевского)
- № 3 (Балтийский вокзал — улица Маршала Тухачевского)
- № 16 (площадь Бехтерева — ж/д станция «Ручьи»)
- № 43 (Финляндский вокзал — к. ст. «Река Оккервиль»)

Автобусные маршруты:
- № 37 (Финляндский вокзал — Белорусская улица);
- № 106 (Финляндский вокзал — ж/д станция «Пискарёвка»);
- № 288 (Купчино — улица Маршала Тухачевского)
- № 530 (Финляндский вокзал — Всеволожск)

## Галерея

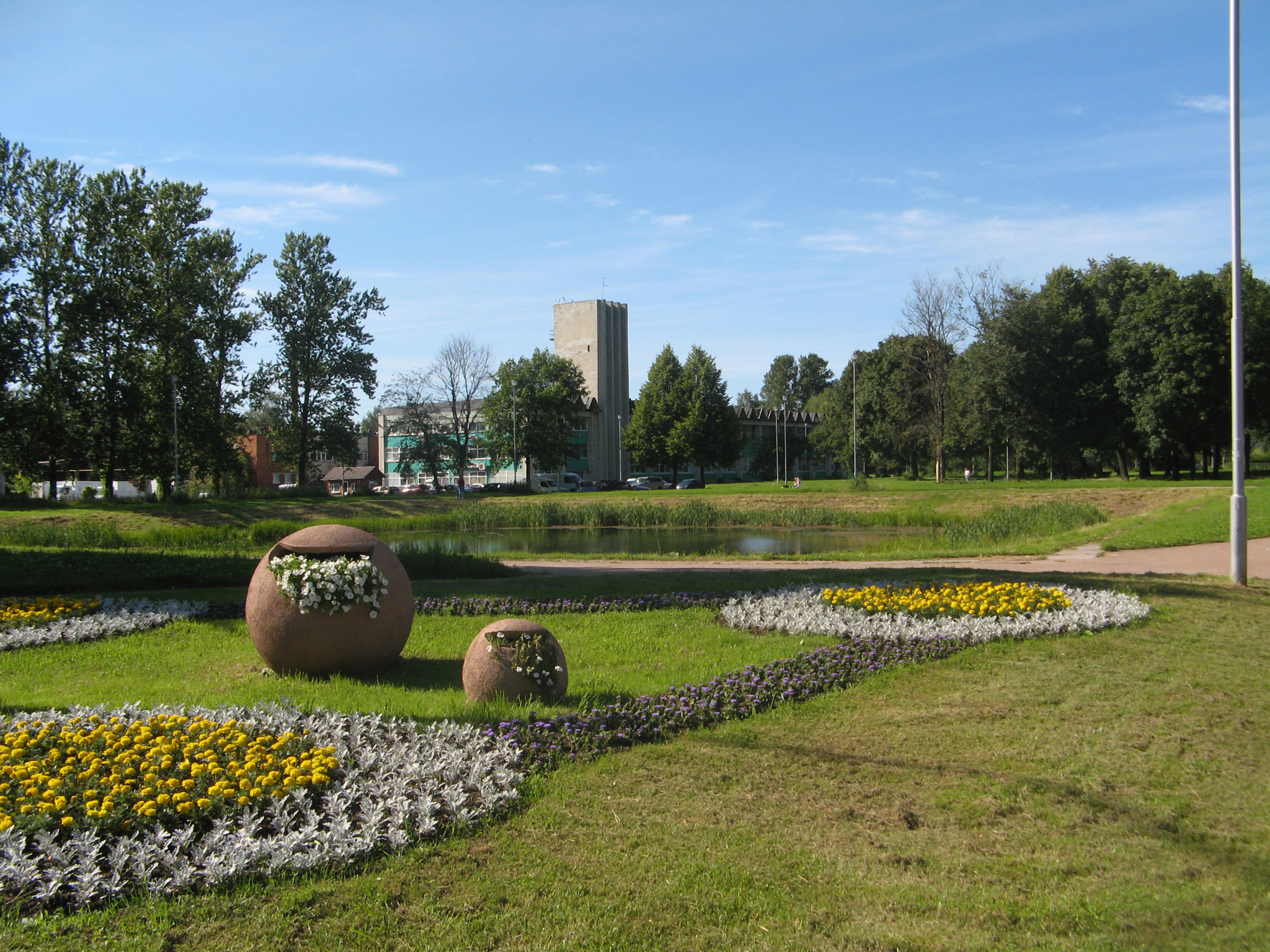
Цветочная клумба в парке
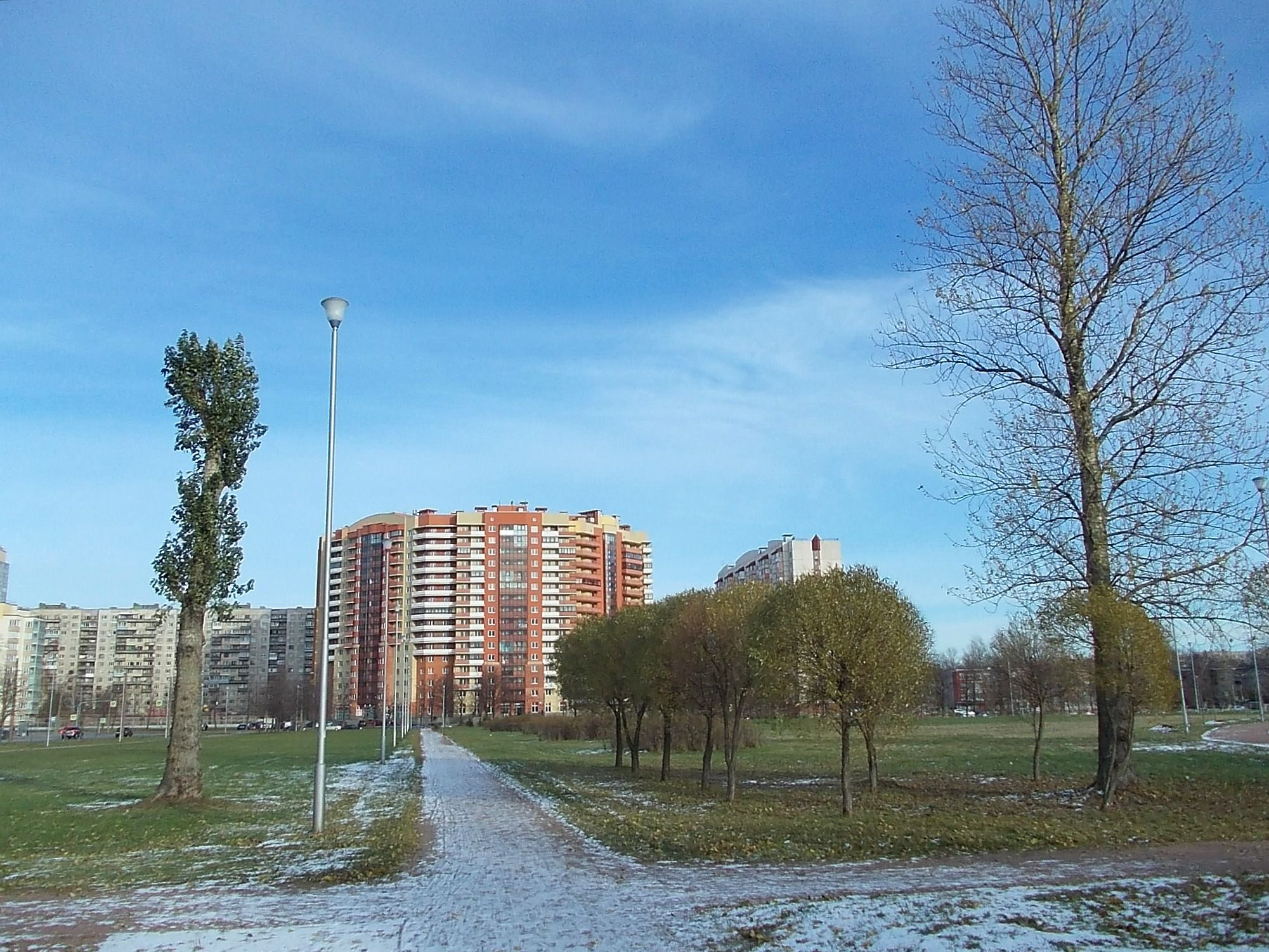
Аллея в сторону ул. Маршала Тухачевского
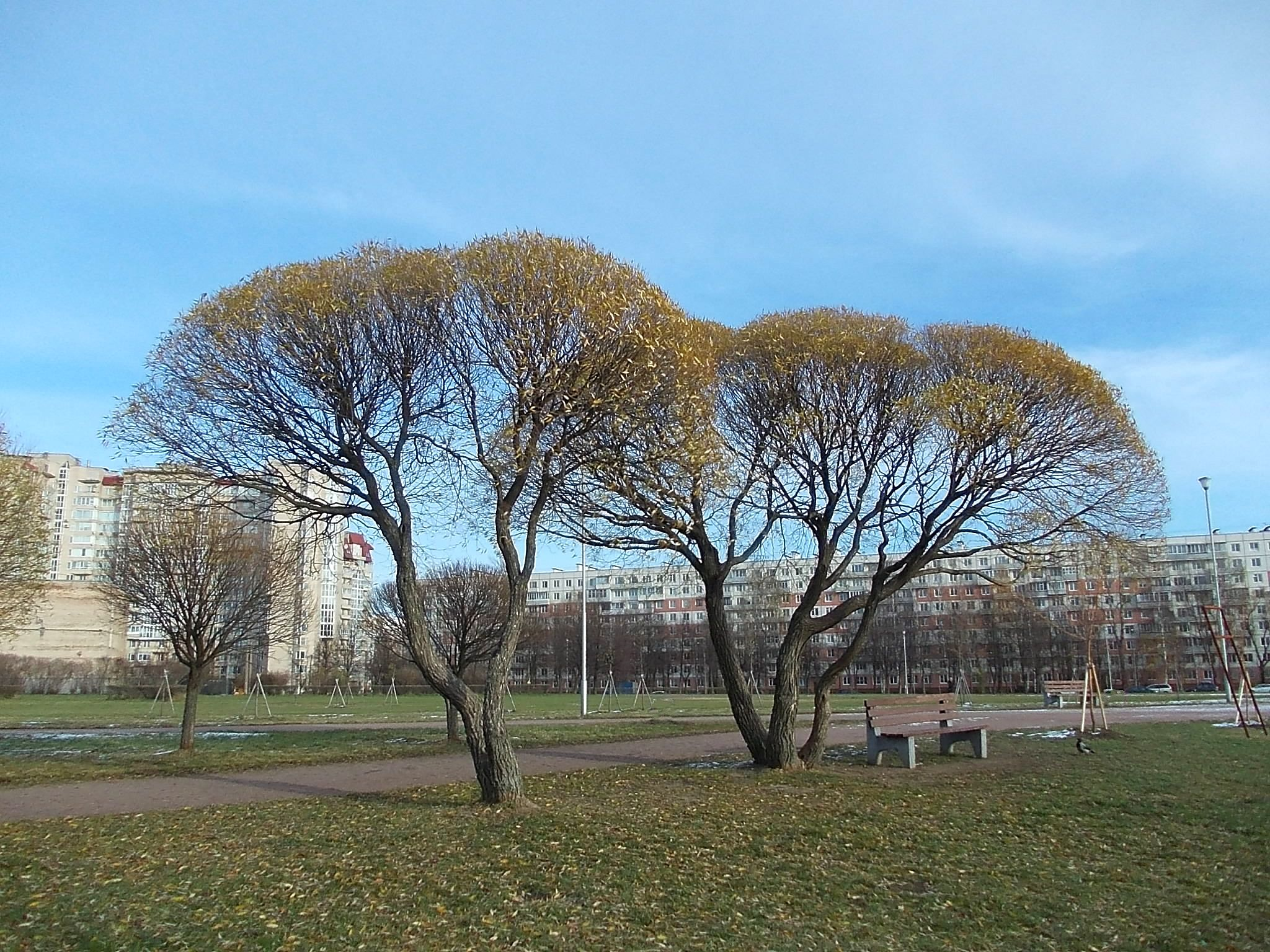
Деревья в парке
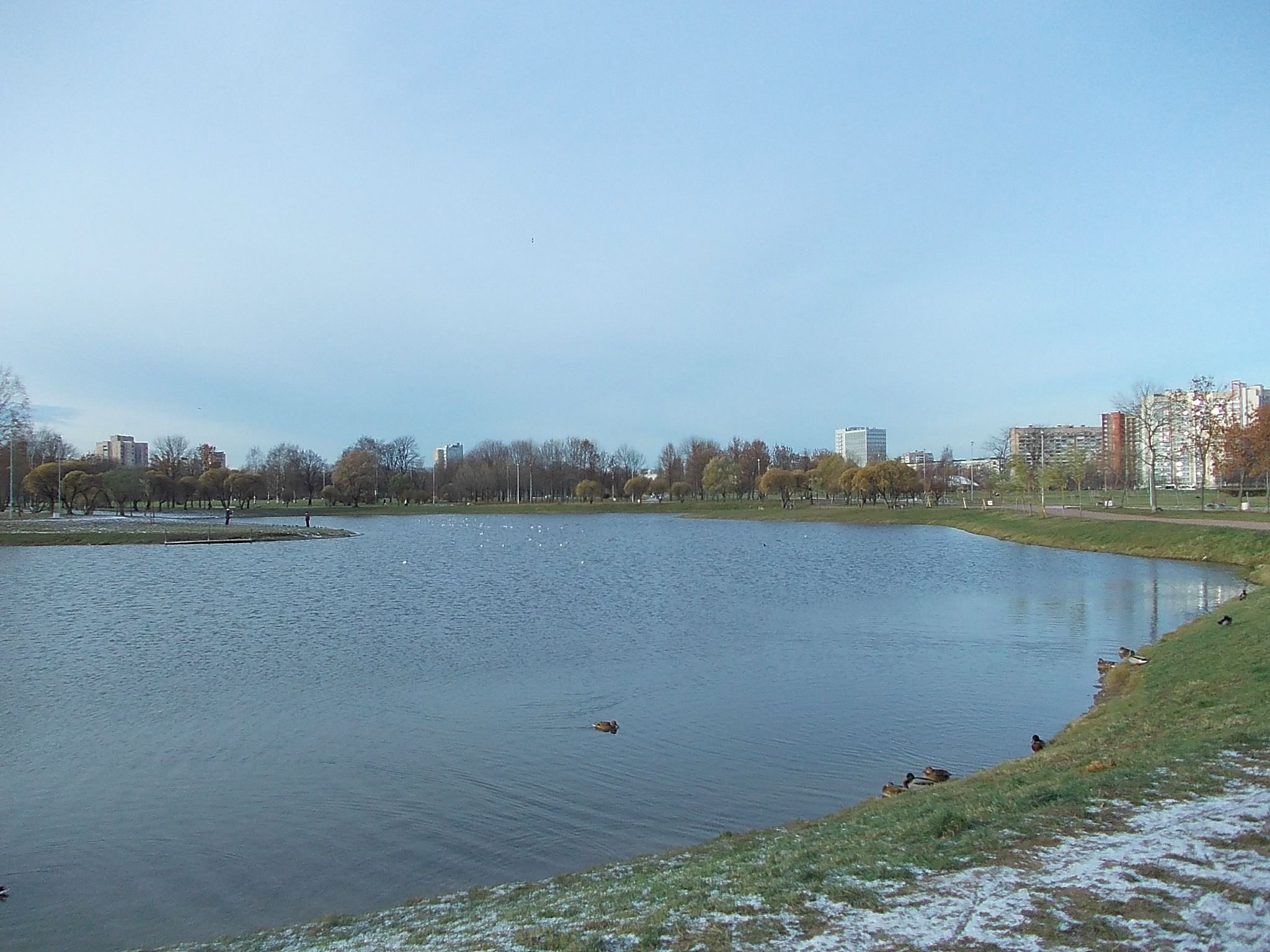
Пруд в парке
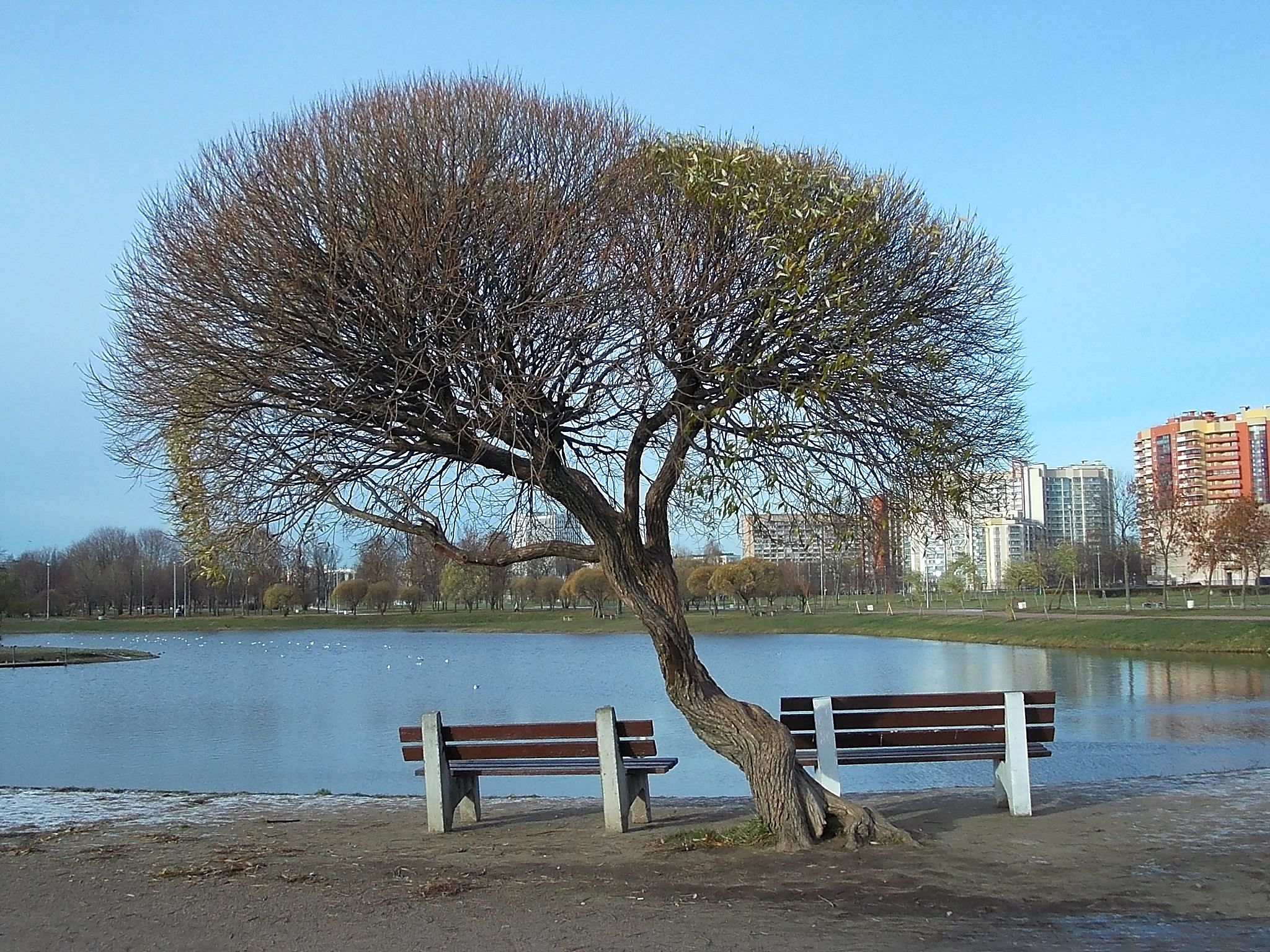
Скамеечки у пруда
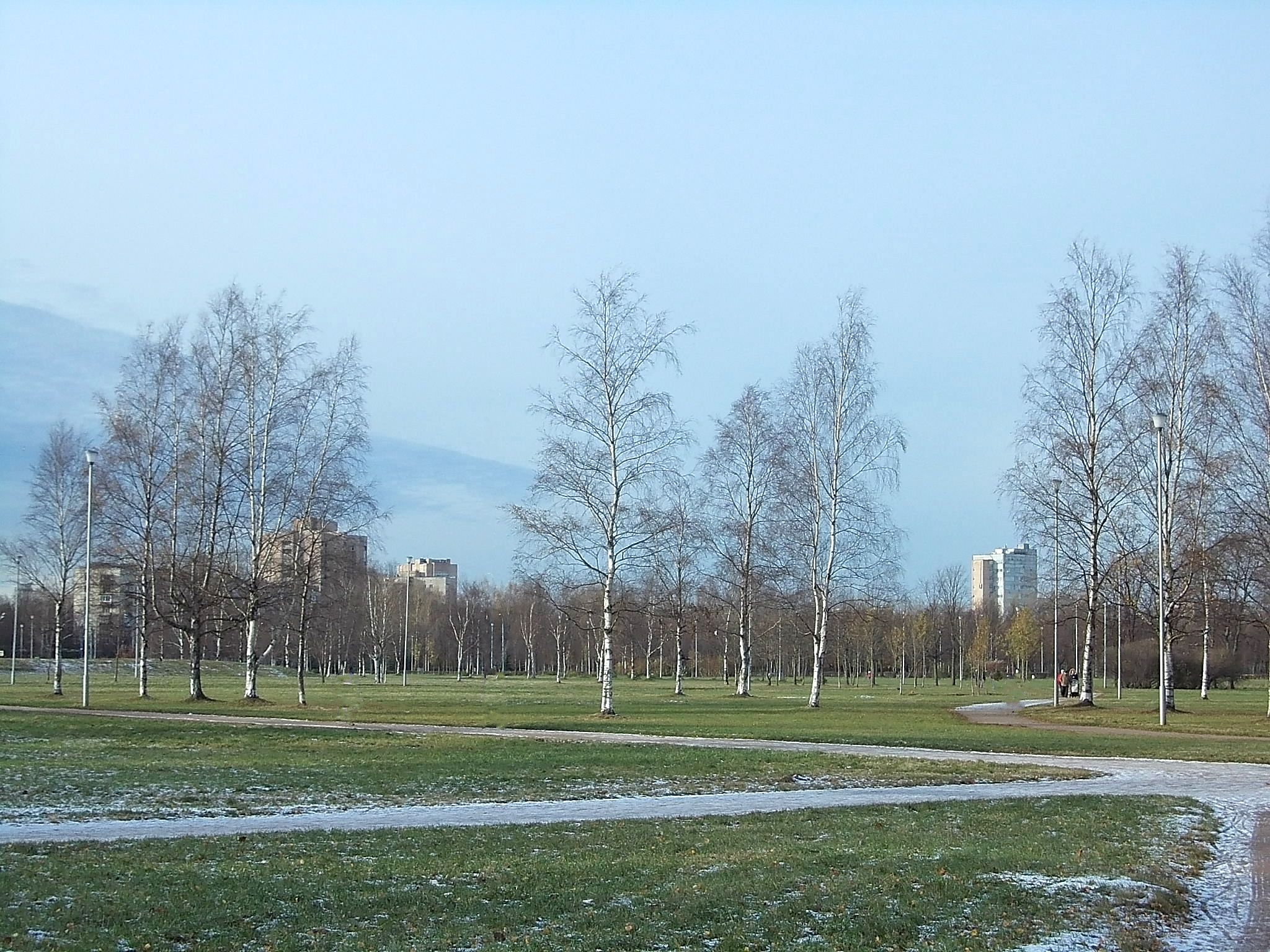
Берёзки в парке
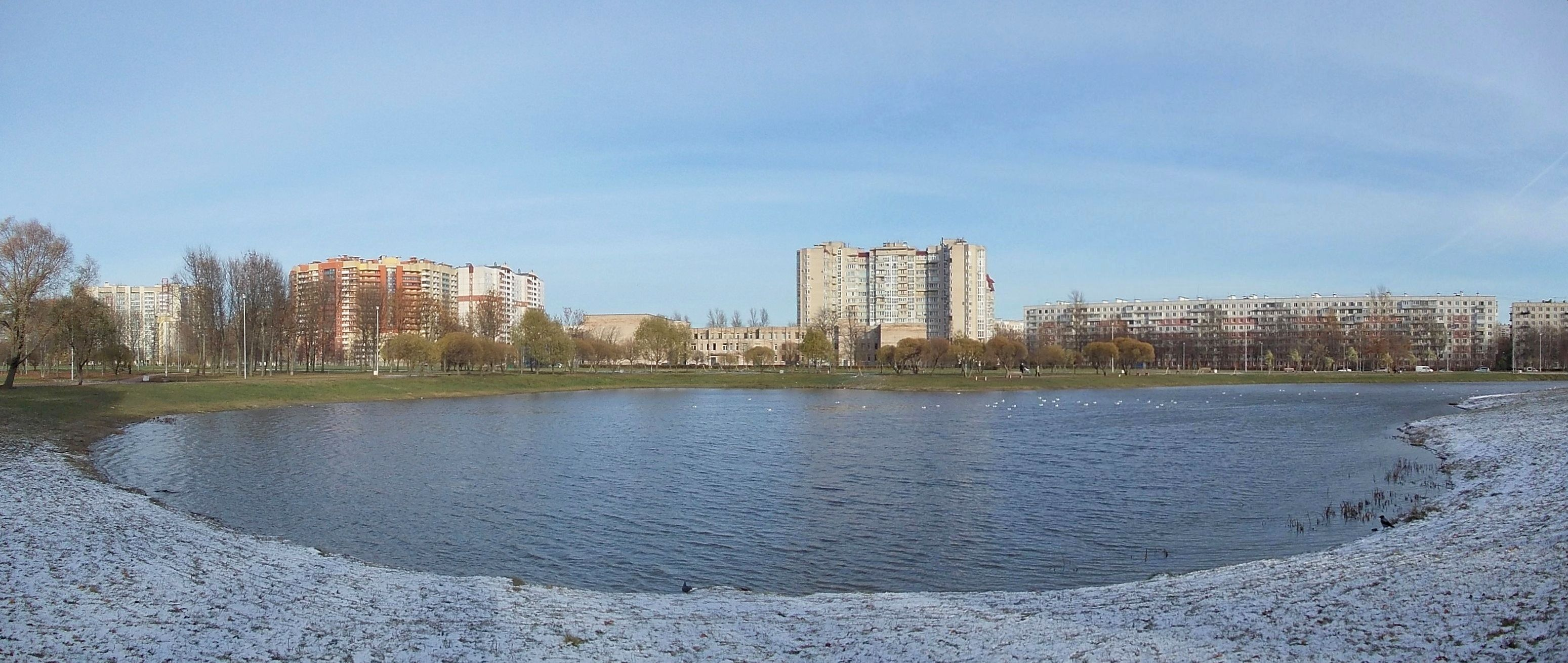
Панорама пруда